# Ger Harings
Gerard "Ger" Harings (Heerstraat, 25 mei 1948) is een Nederlands voormalig wielrenner.
Harings was professional van 1969 tot 1976. In 1966 werd hij nationaal kampioen veldrijden en in 1967 nationaal kampioen op de weg bij de amateurs. Verder heeft hij drie etappeoverwinningen op zijn naam staan in de Ronde van Spanje. In 1972 werd hij derde in het puntenklassement van de Ronde van Spanje.
Hij nam tweemaal deel aan de Ronde van Frankrijk, waarin hij zijn beste prestatie leverde in zijn debuutjaar 1971; een achtste plaats in de vierde etappe en een 82e plaats in de eindrangschikking. In 1972 moest hij opgeven.
Ger Harings is een jongere broer van Huub Harings, eveneens wielrenner.

## Belangrijkste uitslagen
1966
- Nederlands kampioen veldrijden, elite

1967
- Nederlands kampioen op de weg bij de amateurs

1970
- Ronde van Midden-Zeeland
- Ronde van Midden-Nederland

1971
- 1e etappe Ronde van Spanje

1972
- 4e etappe Ronde van Spanje
- 9e etappe deel a Ronde van Spanje

## Resultaten in voornaamste wedstrijden
| Jaar | Ronde van Italië | Ronde van Frankrijk | Ronde van Spanje |
| ---- | ---------------- | ------------------- | ---------------- |
| 1971 |                  | 82e                 | opgave (1)       |
| 1972 |                  | opgave              | 52e (2)          |
| 1974 |                  |                     |                  |
| 1976 |                  |                     | opgave           |

| Jaar | Amstel Gold Race |
| ---- | ---------------- |
| 1971 |                  |
| 1972 |                  |
| 1974 | 26e              |
| 1976 |                  |